# Craterostigmomorpha
Craterostigmomorpha zijn een orde van duizendpoten (Chilopoda).

## Taxonomie
De volgende familie is bij de orde ingedeeld:
- Craterostigmidae